# Society of Architectural Historians
Die Society of Architectural Historians (SAH) ist eine internationale Vereinigung von Architekturhistorikern mit Schwerpunkt in den USA.
Die Gesellschaft wurde am 31. Juli 1940 als Society of American Architectural Historians gegründet und orientierte sich an den Arbeiten von  Kenneth John Conant in Harvard. 25 Gründungsmitglieder wählten Turpin Bannister zum ersten Präsidenten und übertrugen ihm die Aufgabe, ein Journal of the American Society of Architectural Historians herauszugeben. Zehn Jahre später erhielt der Name der Vereinigung seine heutige Form. Die SAH ist derzeit mit etwa 3500 Mitgliedern die größte einschlägige akademische Vereinigung in den USA.
Die Vereinigung gibt einen Newsletter heraus sowie das Journal of the Society of Architectural Historians. Sie vergibt zudem zahlreiche Preise. Eine vergleichbare Organisation in Großbritannien ist die Society of Architectural Historians of Great Britain.